# 柳界公路
柳界公路是位於中國湖北省由武漢市通往皖西的一条公路干线，全长194.94公里。
起于武漢市新洲區柳子港，经四合庄村、黃岡市團風縣方高坪鎮、上巴河鎮、浠水縣、蕲春县、武穴市梅川鎮、黄梅县，止于與安徽交界的界子墩。